# Marmosops fuscatus
Marmosops fuscatus e вид опосум от семейство Didelphidae.

## Разпространение и местообитание
Това вид обитаващ район от Андите в департамент Кундинамарка, Колумбия северните шати на Венецуела и остров Тринидад на Тринидад и Тобаго. Разпространен е на надморска височина над 1000 m, но в се среща и в по-ниски райони.

## Хранене
Видът е нощен, води дървесен начин на живот и се храни с насекоми, дребни гръбначни и плодове.

## Размножаване
Размножава се през дъждовния сезон от април до ноември.